# Marie von Schleinitz

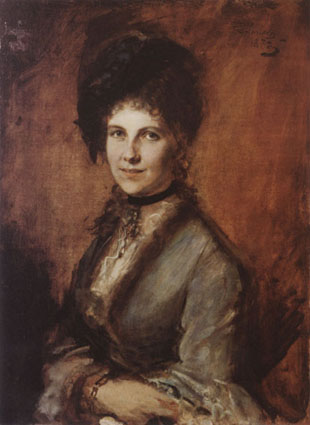
Marie von Schleinitz. Gemälde von Franz von Lenbach, 1873

Marie („Mimi“) Gräfin von Schleinitz-Wolkenstein, geb. von Buch (* 22. Januar 1842 in Rom; † 18. Mai 1912 in Berlin) war eine der bedeutendsten Berliner Salonnièren in der zweiten Hälfte des 19. Jahrhunderts und die wichtigste Gönnerin Richard Wagners.
Marie von Schleinitz spielte in dem halben Jahrhundert zwischen preußischem Verfassungskonflikt (1859–1866) und Ausbruch des Ersten Weltkrieges (1914) eine führende Rolle in der höfischen und kulturellen Berliner Gesellschaft. Als liberal gesinnte Gattin des preußischen Hausministers Alexander von Schleinitz übte sie gesellschaftlichen Einfluss aus. Als Salonnière verlieh sie dem deutschen Salonleben in der zweiten Hälfte des 19. Jahrhunderts eine entscheidende Prägung. Als Mäzenatin und Kunstfreundin förderte sie leidenschaftlich Richard Wagner, verhalf ihm in Deutschland zum gesellschaftlichen Durchbruch und setzte sich maßgeblich für die Realisierung der Bayreuther Festspiele ein. Als eine enge Freundin Wagners und besonders seiner Frau Cosima stand sie mit vielen großen Musikern der Zeit in Verbindung, unter ihnen Franz Liszt.

## Biographische Stationen
Marie von Schleinitz war die Tochter des preußischen Diplomaten Ludwig August von Buch (1801–1845) und seiner Frau Marie, geb. von Nimptsch (1820–1897), die 1847 in zweiter Ehe Hermann Anton Fürst von Hatzfeldt zu Trachenberg (1808–1874) heiratete. Sie kam in Rom zur Welt, wo ihr Vater damals preußischer Ministerresident war. Anfang der 1860er Jahre lebte sie in Paris, wo ihre Mutter und Großmutter sie in die feine Gesellschaft einführten, bevor sie 1865 heiratete und sich als preußische Ministergattin dauerhaft in Berlin niederließ. 1886 ging sie mit ihrem zweiten Mann, einem österreichischen Diplomaten, nach Sankt Petersburg, 1894 nach Paris. 1903 kehrte sie in die deutsche Hauptstadt zurück. Im Alter verbrachte sie mit ihrem Gatten die warme Jahreszeit auf Schloss Ivano im Trentino, dem Familienbesitz der Grafen Wolkenstein-Trostburg.
Marie von Schleinitz starb 1912 siebzigjährig in Berlin und wurde an der Seite ihres ersten Ehemanns auf dem Dreifaltigkeitsfriedhof I an der Baruther Straße beerdigt. Ihr Grab ist nicht erhalten.

## Familie

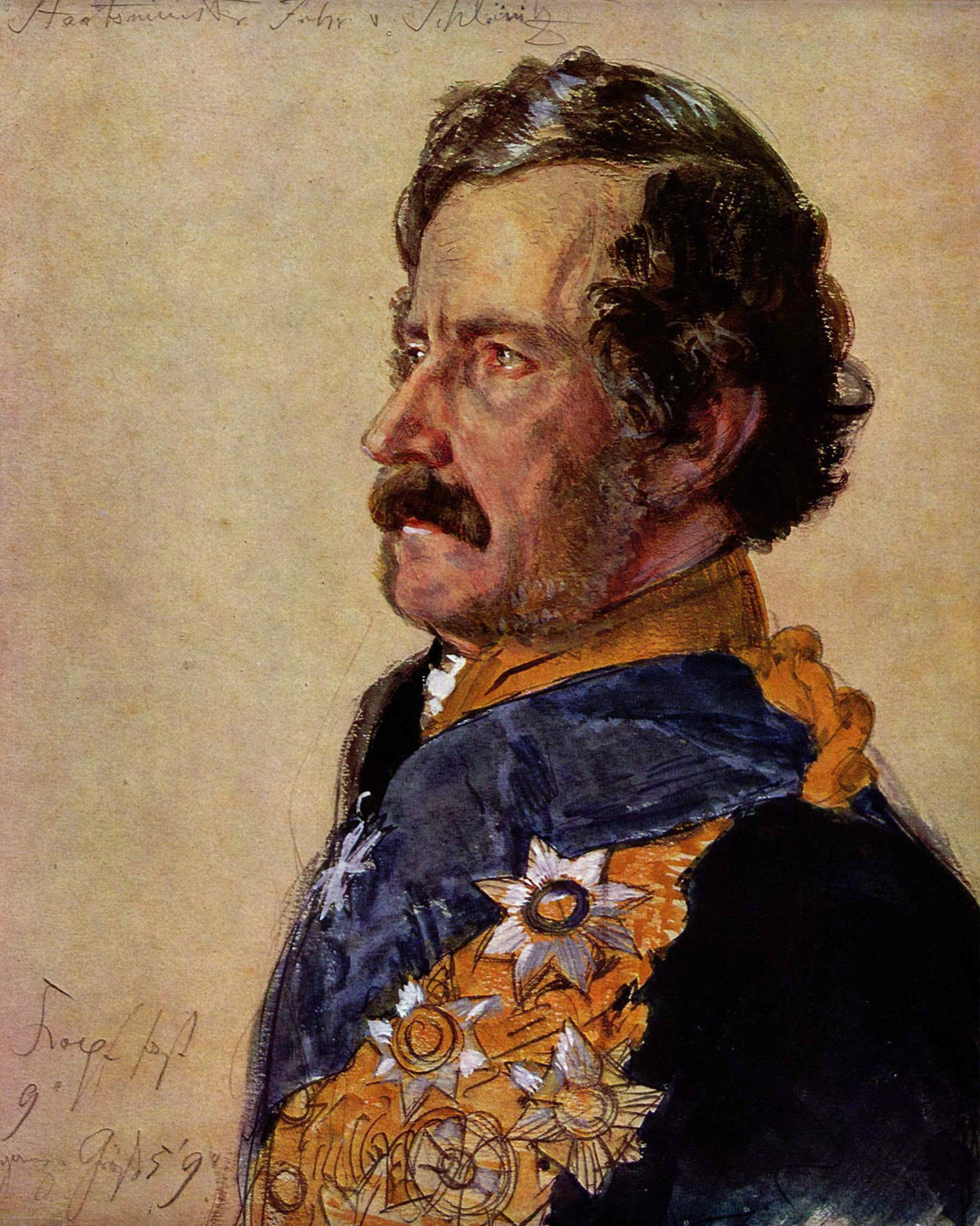
Alexander von Schleinitz, Mimis erster Mann, Porträtstudie von Adolph Menzel, 1865

### Ehen
Marie von Buch heiratete am 1. Januar 1865 den preußischen Minister des königlichen Hauses Alexander Freiherr von Schleinitz (1807–1885). Ihr Bräutigam war 35 Jahre älter als sie. Am 11. Juni 1879 wurde er mit seiner Gattin von Kaiser Wilhelm I. aus Anlass der Goldenen Hochzeit des Kaiserpaares in den Grafenstand erhoben. Alexander starb am 18. Februar 1885 in Berlin.
Am 16. Juni 1886 ging die verwitwete Gräfin Schleinitz eine zweite Ehe mit dem österreichischen Diplomaten Anton Graf von Wolkenstein-Trostburg (1832–1913) ein, mit dem sie seit 1879 – er war damals Botschaftsrat in Berlin – befreundet gewesen war. Seither nannte sie sich „Gräfin Schleinitz-Wolkenstein“ und folgte fortan ihrem Mann in den jeweiligen Ort seiner dienstlichen Bestimmung, bis sie sich 1903 dauerhaft in Berlin niederließen.
Beide Ehen blieben kinderlos.
Ihre Freundin Anna von Helmholtz bemerkte über die zweite Ehe der Gräfin Schleinitz:

„Graf Wolkenstein hat sie neun Jahre geliebt und verehrt wie ein wahrer Ritter Toggenburg. Er hat nur für sie gelebt […], sprach und las täglich stundenlang mit ihr, teilte ihre Interessen, entsagte dem extremen Katholizismus […] und flößte ihr dagegen gesunde natürliche humane Anschauungen ein, erweckte ihre menschlichen Interessen – und ward ihr ein Freund, wie man ihn träumt, aber kaum findet im Leben.“

### Berühmte Verwandte
Maries Mutter Marie Fürstin Hatzfeldt wirkte ebenfalls als Salonnière. Ebenso gehörte sie zum Freundeskreis Wagners.
Ihre Großmutter mütterlicherseits – und womöglich Vorbild als Salonnière – war Léocadie von Nimptsch, geb. von Gilgenheimb (1802–1867), die in den 1830er Jahren auf ihrem schlesischen Gut Jäschkowitz einen Kreis von Künstlern und Gelehrten um sich scharte, darunter Heinrich Laube und August Heinrich Hoffmann von Fallersleben.
Maries Halbbruder war der preußische Politiker Hermann Fürst von Hatzfeldt-Trachenberg (1848–1933), ihre Stiefschwester die Fürstin Elisabeth zu Carolath-Beuthen (1839–1914), ihre Stieftante die Sozialistin Sophie von Hatzfeldt.

## Gönnerin Wagners

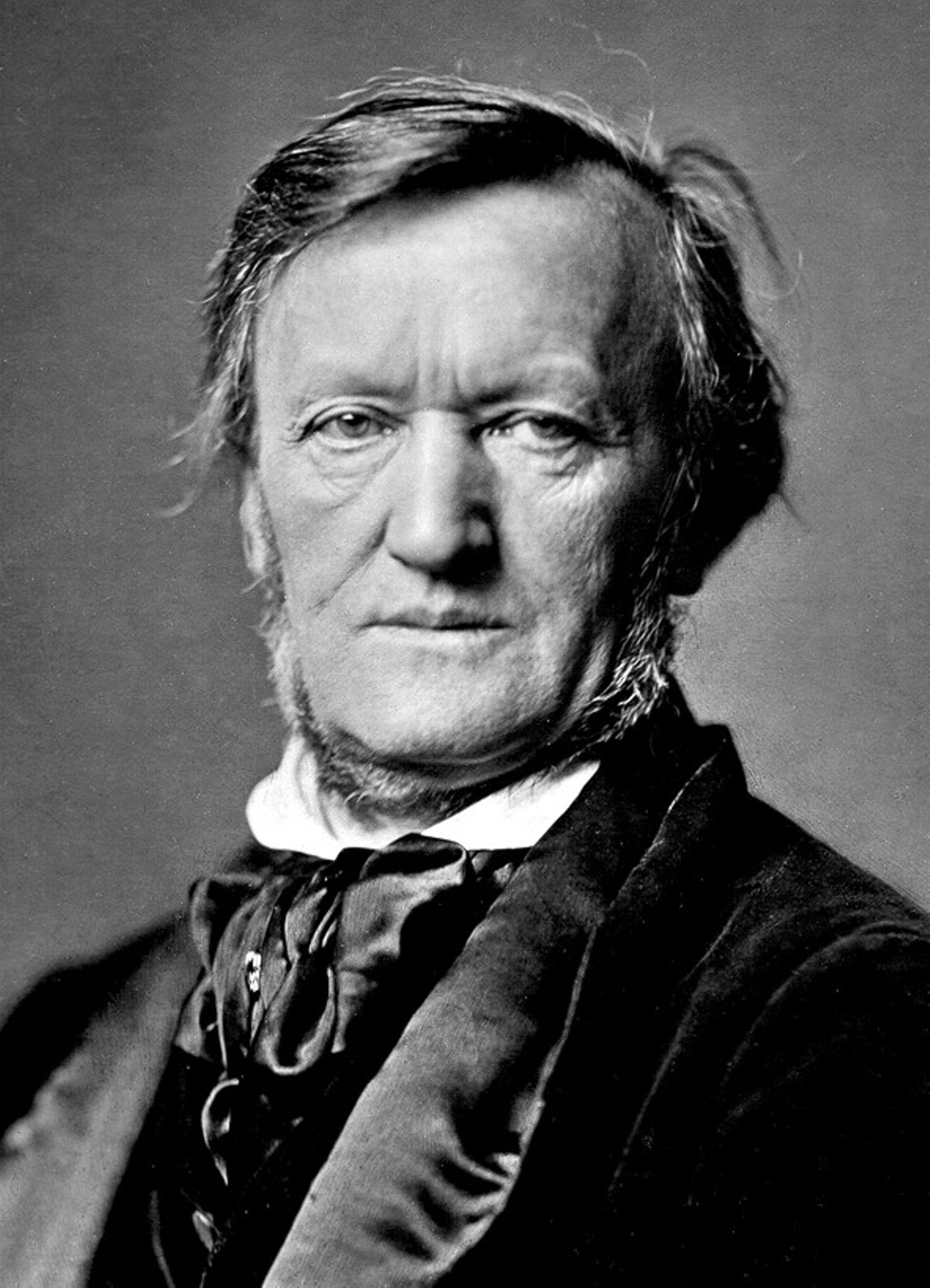
Richard Wagner, den Mimi Schleinitz hingebungsvoll förderte. Fotografie von Franz Hanfstaengl, 1871

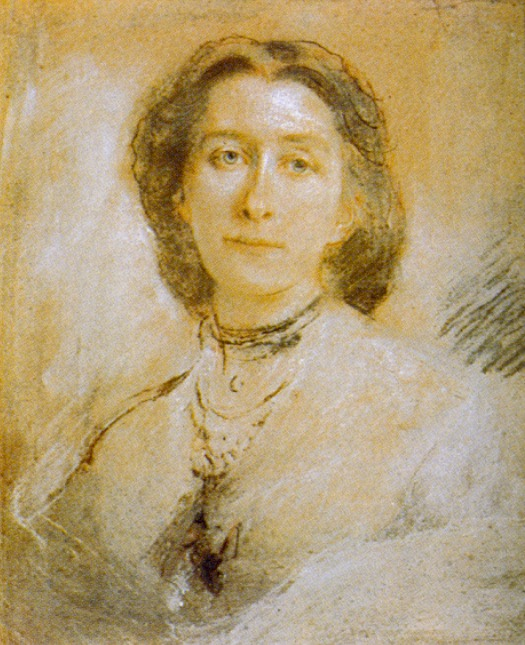
Cosima Wagner, Jugendfreundin und Vorbild Mimis, der sie zeitweilig auch ihre Tochter Daniela von Bülow anvertraute. Gemälde von Lenbach, 1870

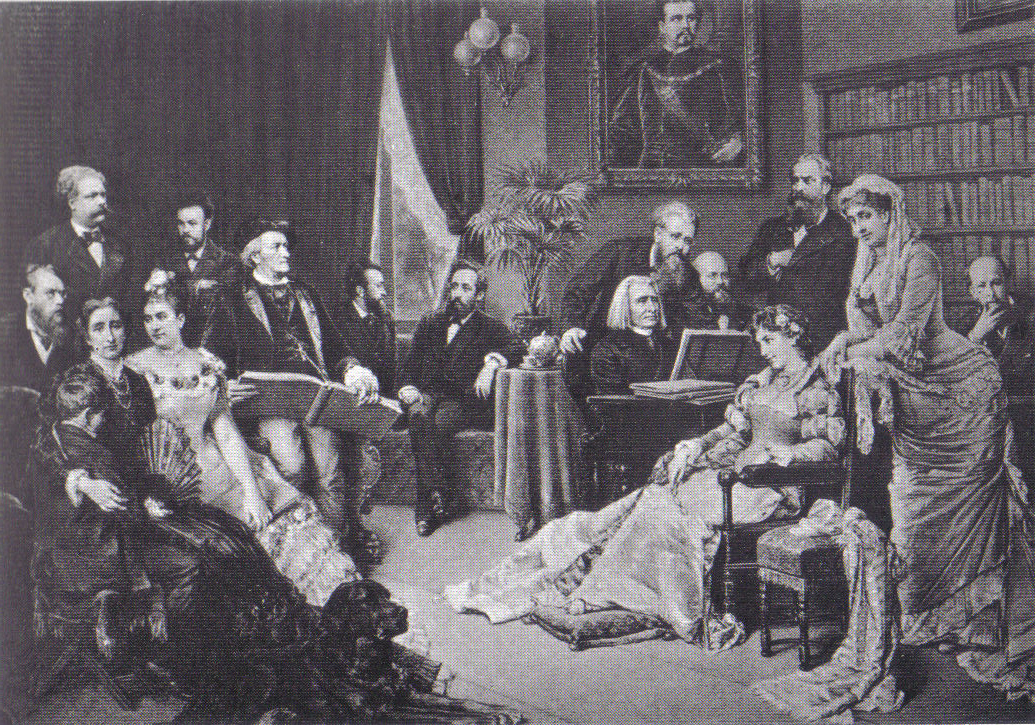
Richard Wagner im Kreis seiner Freunde in der Villa Wahnfried. Gemälde von Georg Papperitz, vor 1883. Links Cosima und Richard Wagner, am Flügel Franz Liszt, Vierte von rechts Mimi Schleinitz

„Mimi“ Schleinitz, wie sie seit Kindertagen und auch als Salonnière genannt wurde, erhielt als Kind eine solide pianistische Ausbildung. Mit siebzehn Jahren wurde sie Schülerin des berühmten Virtuosen Carl Tausig, der über sie an seinen Lehrer und Freund Wagner schrieb:

„Sie hat viel Mittel und Begabung und ich rechne darauf, eine distinguierte Künstlerin, oder vielmehr eine so weit fortgeschrittene Schülerin aus ihr zu machen, dass sie später Ihre Ratschläge verstehen kann.“

Sie war sehr gebildet, kannte und verehrte Johann Wolfgang von Goethe und Arthur Schopenhauer, las später Friedrich Nietzsche und stand zu vielen großen Musikern ihrer Zeit in mehr oder weniger engem Kontakt – so zu Franz Liszt, der seit ihrer Pariser Zeit mit „Serenissima“, wie er Mimi brieflich nannte, befreundet war und ihr zwei seiner Wagner-Bearbeitungen für Klavier widmete: Isoldens Liebestod aus Tristan und Isolde und Am stillen Herd zur Winterszeit aus den Meistersingern. Sowohl durch ihr Äußeres als auch durch ihre geistigen und musischen Fähigkeiten wusste sie ihre Zeitgenossen zu beeindrucken. Marie Lipsius beschrieb sie so:

„Baronin, später Gräfin Schleinitz, Gattin des preußischen Hausministers, blond, schlank, hochgewachsen, ein liebenswürdiges Lächeln auf den feinen Lippen, zeigte in ihrem gehaltenen Wesen den Typus der deutschen Aristokratin.“

Vor allem aber gehörte Mimi zu den ersten bedingungslosen Anhängerinnen und enthusiastischen Förderinnen Richard Wagners. Ihre Zeitgenossin, die Sängerin Lilli Lehmann, schätzte ihre Rolle so ein:

„Nebst dem König von Bayern und den Künstlern war es wohl die Gräfin hauptsächlich, die sich um das Zustandekommen Bayreuths das größte Verdienst erwarb.“

Nachdem sie Wagner bei einem Konzert im Dezember 1863 in Breslau näher kennengelernt hatte – bereits 1860 waren sie einander flüchtig begegnet –, wurde Mimi Schleinitz alsbald neben Malwida von Meysenbug seine „liebste und werteste Freundin“. Sie engagierte sich maßgeblich im von Tausig ins Leben gerufenen Bayreuther Patronatsverein, der sich Ende 1870 mit dem Ziel konstituiert hatte, die Bayreuther Festspiele durch Spenden in einer angestrebten Höhe von 300.000 Talern zu ermöglichen, „warb unermüdlich in Hofkreisen für die Wagnersche Musik“ und verhalf dem Komponisten bei vielen Fürstlichkeiten und bei der feinen Gesellschaft ihrer Zeit in den 1860er und frühen 1870er Jahren zum Durchbruch, als sein Erfolg noch keineswegs gewiss war. Schon bald galt sie, wie Liszt schrieb, als „Patronin der neuen Musik in Berlin“:

„Unablässig bemüht, dem Unternehmen durch neuangeworbene Patrone sowie durch materielle Zuschüsse eine Kräftigung zuzuführen, hatte die edle Frau, durch den unwiderstehlichen Einfluß ihrer Schönheit und Liebenswürdigkeit, eine Anzahl hervorragender Maler dazu vermocht, wenn sie dem Bayreuther Werke nicht direkt auf finanziellem Wege dienen könnten, es doch durch Schenkung von Gemälden ihrer Hand zu unterstützen.“

Mimi selbst schwärmte nicht nur für Wagner, sondern organisierte teils sogar die Proben für seine Opern. Bald ging sie in Wagners neu geschaffenem Bayreuther Domizil, der Villa Wahnfried, ein und aus, wurde die engste Freundin Cosima Wagners und genoss im privaten Familienkreis der Wagners eine privilegierte und nicht einflusslose Stellung. So nahm sie in den 1880er Jahren auf Cosimas Wunsch deren Tochter aus erster Ehe, Daniela von Bülow, spätere Frau Henry Thodes, in ihre Obhut und führte sie in die große Berliner Gesellschaft ein. Dass sie auch ganz persönlich von der Musik ihres Idols eingenommen war, belegt ein Brief Carl Friedrich Weitzmanns an Hans von Bülow aus dem Jahr 1869:

„Fr[au]. v. Schl[einitz]. will zur Aufführung der Meistersinger nach Dresden reisen und dann Liszt, der uns freundlichst hat einladen lassen, ihn in Weimar zu besuchen, zu bewegen suchen, auf einige Zeit nach Berlin zu kommen. Sie lebt noch am liebsten mit den Meistersingern, spielt ganze Scenen derselben auswendig, und läßt sich von Betz, den sie selbst auf dem Piano begleitet, dessen ganze gemüthvolle Partie vorsingen.“

Im Jahr 1876 schließlich erreichte Mimis Einsatz für Wagner seinen gesellschaftlichen Höhepunkt: Sie bat Kaiser Wilhelm I., der bereits 1870 auf ihre Ermunterung hin die deutsche Erstaufführung der Meistersinger besucht hatte, bei der Eröffnung der Festspiele am 13. August in Bayreuth zu erscheinen und damit für zusätzliche Werbung zu sorgen; und der alte Grandseigneur, obwohl selbst eher nüchternen Geschmacks, erwies der „hübschen, phantasievollen und künstlerisch begabten“ Aristokratin, die „stets für jünger gehalten wurde, als sie war“, tatsächlich den Gefallen – wenngleich, wie Cosima Wagner wohl richtig vermutete, mehr aus Courtoisie ihr gegenüber als aus musikalischer Begeisterung. Wagner selbst war ihr herzlich zugetan: Er widmete ihr seinen Aufsatz Das Bühnenfestspielhaus zu Bayreuth von 1873 und revanchierte sich für ihr aufopferndes Engagement mit diesem Gedicht:
„An Marie Schleinitz.

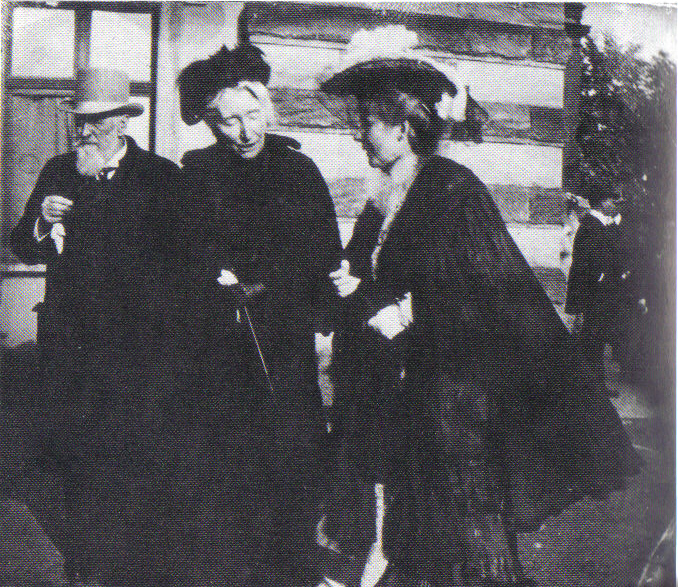
Cosima Wagner mit Graf und Gräfin Wolkenstein vor dem Festspielhaus Bayreuth

(Bei Übersendung der »Götterdämmerung«.)

In Dämmerung sinkt mir wohl die Welt,

allein die Götter seh’ ich nicht;

mir fehlt der gottgezeugte Held,

dem ich mich böte zum Gericht.

Daß ich an’s Licht mich nun getrau’,

wähl’ ich mir eine edle Frau,

 die hohen Sinn’s

 der Mitwelt Zins

dem Götter-Dämmerer gewann.

 Hier ist das Buch:

 Marie Buch,

Freifrau von Schleinitz nehm’ es an!“
Indem Marie Schleinitz sich für die Finanzierung von Wagners gewohnt ausgreifenden Projekten einsetzte, etwa durch Kunstbasare und Auktionen, betrieb sie sogar eine Vorform von Kulturmanagement. Als geistreiche Vermittlerin zwischen Kultur und Gesellschaft vermochte sie noch bis ins frühe 20. Jahrhundert hinein einen Kontrapunkt gegen das von Nietzsche früh beklagte Phänomen der „Exstirpation des deutschen Geistes zugunsten des deutschen Reiches“ zu setzen. Ihre Wirkung auf die Wagner-Gemeinde im Haus Wahnfried beschreibt Wagners Biograph Carl Friedrich Glasenapp:

„Für das ganze Haus Wahnfried war der jedesmalige Besuch seiner liebenswürdigen edlen Gönnerin Gräfin Schleinitz immer ein Fest; so auch in diesem Frühjahr [1878], wo sie mit ihrer freundlichen Anmut den Meister und die Seinen in der ersten Märzwoche durch eine fünftägige Anwesenheit beglückte. In solchen Fällen gehörte ihr der größte Teil des Tages: sie nahm an den Mahlzeiten, selbst auch an den Spaziergängen teil und an zwei aufeinanderfolgenden Abenden ward der erste Akt des ‚Parsifal‘ für sie vorgenommen.“

Freilich hatte Maries Einsatz für Wagner bisweilen sektiererische Züge, die auch ihr eigenes Naturell, ihre geistige und emotionale Orientierung prägten. Die nüchternere Anna von Helmholtz schrieb wenige Tage nach dem Tod Wagners 1883 an ihre Schwester über den „Wagner-Fanatismus“ ihrer Freundin, welcher mit ihrer „Schopenhauer-Manie“ sich ergänzte:

„Dass wir ganz niedergeschmettert sind vom Tode des großen Mannes, kannst Du Dir denken. Gräfin Schleinitz sieht Niemanden – für sie tut es mir fast am meisten leid unter allen seinen Freunden, weil sie ihre ganze Eigentümlichkeit, die Vertiefung ihrer Natur durch Richard Wagner erhalten hat. Er gab ihrem Leben ein einheitliches Streben, das zwar einseitig wurde, weil sie von anderen Dingen auch nur das pflegte, was von Wagner gewünscht wurde.“

## Grande Dame Preußens

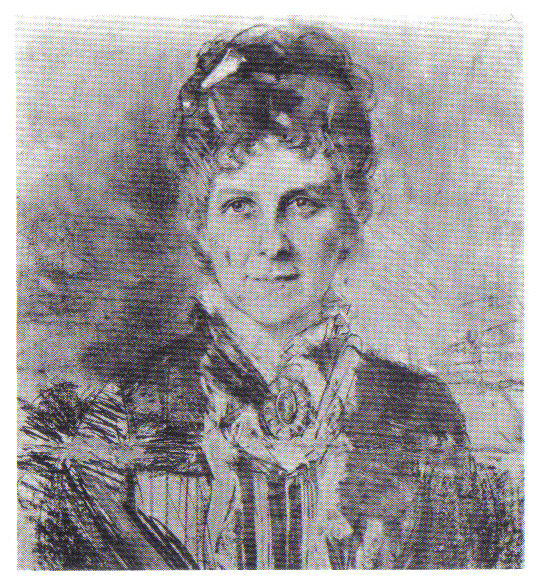
Marie von Schleinitz. Porträt von Franz von Lenbach, 1872

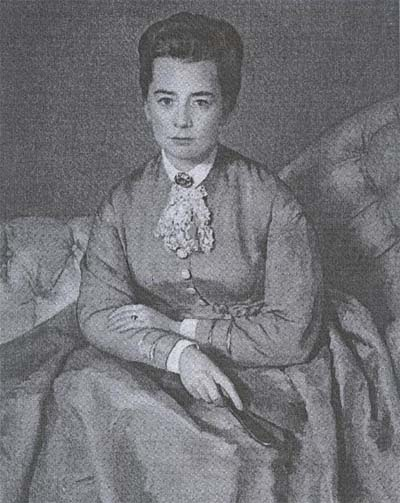
Anna von Helmholtz, mit der Mimi seit den 1870er Jahren Freundschaft verband. Gemälde von Wilhelm Füssli, 1869

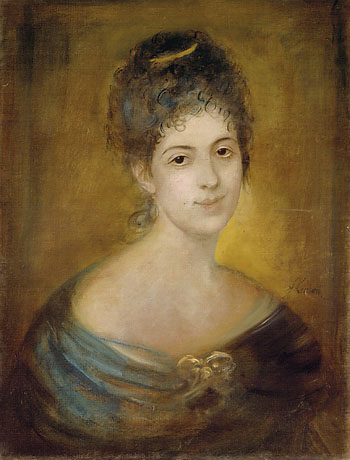
Marie Gräfin Dönhoff, spätere Fürstin Bülow. Sie und Mimi gehörten zum Kreis um Liszt und Wagner. Porträt von Lenbach, um 1873

Neben ihrem besonderen Verhältnis zu Cosima Wagner verband Mimi Schleinitz mit anderen prominenten Salonnièren ihrer Zeit teils enge Freundschaft, so vor allem mit Anna von Helmholtz. Frau von Schleinitz galt nicht nur als außerordentlich gebildete, sondern auch als schöne und elegante Frau mit vollendeten Umgangsformen, der zahlreiche berühmte Männer den Hof machten, bis hin zu Prinz Wilhelm von Preußen: Der spätere Kaiser Wilhelm II. soll ihr Blumen geschickt haben, und im Frühjahr 1879 schrieb er der mit ihm befreundeten Marie von Dönhoff, der späteren Fürstin Bülow, die wie Mimi zum Kreis um Liszt und Wagner gehörte, er habe eine „neue intime Freundin“ gefunden, die er „anbete. Es ist jemand, den auch Du sehr liebst: es ist Fr. v. Schleinitz“. Für den jungen Prinzen war seine um siebzehn Jahre ältere Brieffreundin Marie von Schleinitz „fast die einzige Dame in der ganzen Berliner Gesellschaft […] mit der man über andere Dinge reden kann als über Kleider und das Flirten“.
Besonders nahe standen Mimi der zeitweilige preußische Botschafter in Paris Fürst Münster zu Derneburg und ihr „chevalresker Verehrer“ Botho von dem Knesebeck, ein Mitinitiator der Goethe-Gesellschaft. Gleichwohl scheint sie sich weitgehend für platonische Beziehungen begeistert zu haben, wenngleich sie der Diplomat Anton Graf von Monts in seinen Mémoiren als „durchaus nicht prüde“ schildert. Zeitgenossen betonten zuweilen das „Abgehobene, Esoterische“ an ihrer Erscheinung und Wesenshaltung, und Anna Helmholtz bemerkte, allerdings ohne Vorwurf, sie sei „ganz auf das Sein, sehr wenig auf das Tun eingerichtet“.
Jedenfalls wurde Mimi von Schleinitz, auch wenn Bernhard von Bülow sie anerkennend als „echte Preußin“ bezeichnete, von vielen Zeitgenossen als Ausnahmeerscheinung in der rauen, männlich-militärisch geprägten deutsch-preußischen Gesellschaft wahrgenommen. Noch 1871 schrieb Anna von Helmholtz aus Berlin an ihre Schwester:

„Die einzige elegante Frau, welche ich hier kenne, ist Frau von Schleinitz, die aussieht wie aus einer anderen Welt.“

Ungefähr zur selben Zeit, als der Salon Schleinitz gerade einmal einige Jahre existierte, gelangte auch der französische Botschafter Élie de Gontaut-Biron zu einem vergleichbaren Urteil, und dies unmittelbar nach der Niederlage seines Landes gegen Preußen-Deutschland im Deutsch-Französischen Krieg 1870/71:

« La baronne de Schleinitz, par la grâce de son esprit, son intelligence, ses talents de musicienne, est une des femmes les plus distinguées, sinon la plus distinguée, de la société allemande. »

„Die Baronin Schleinitz ist durch die Anmut ihres Geistes, ihren Verstand und ihre musikalischen Talente einer der hervorragendsten, wenn nicht die bedeutendste Erscheinung der deutschen Gesellschaft.“

Als Salonnière von „natürlicher Grazie“ und „französischem Stil“, die den Künsten und liberalen Anschauungen huldigte, setzte Mimi Schleinitz einen Gegenpol zum politischen Salon, den ihre Zeitgenossin, die eher konservative, intellektuell konventionelle Bismarck-Verehrerin Baronin Spitzemberg, ebenfalls in Berlin zur Blüte brachte. Unter den nicht-politischen Salons zog Mimi eher Künstler an, ihre Freundin Anna von Helmholtz eher Wissenschaftler. Über das gegenseitige Verhältnis dieser beiden äußerlich unterschiedlichen, aber ähnlich gesinnten Frauen, die die „bedeutendsten Berliner Salons des Kaiserreichs“ führten, urteilt Petra Wilhelmy:

„Die Freundschaft der beiden Damen schuf das Bündnis eines adeligen mit einem bürgerlichen Salon […] Dass beide Salons in engem Kontakt mit dem Kronprinzenpaar standen und den Liberalen standen, kann als Symptom gelten für den Versuch einer ‚inneren Reichsgründung‘ auf gesellschaftlichem Gebiet: Es wurde eine Verbindung zwischen der kultivierten Geburtsaristokratie und der wissenschaftlichen Geistesaristokratie unter liberalen Vorzeichen angestrebt. Die Salons waren ein geeignetes Medium für dieses Programm.“

Schon in den 1870er Jahren war Marie von Schleinitz eine der berühmtesten Frauen Berlins, die trotz der Kanzlerschaft Bismarcks, der jeden fremden Einfluss auf „seinen“ Kaiser fürchtete, einen festen Stand bei Hofe und in der kaiserlichen Familie hatte. Georg Brandes, dänischer Schriftsteller und in der Saison 1880/81 am Berliner Hof, überliefert folgende Ballszene:

„Das kaiserliche Paar hat den Saal betreten. Zuerst beginnt der Kaiser seinen Rundgang, dann die Kaiserin – ein jeder für sich […] Der alte Herr grüßt zuerst die Gräfin Schleinitz […] Er ist zu sehr Schelm, als dass er an einer sehr schönen Dame vorüber ginge, ohne sich einige Minuten mit ihr zu unterhalten; von den weniger schönen nimmt er keine Notiz.“

Die geistesgeschichtliche Bedeutung ihrer gesellschaftlichen und kulturellen Erscheinung, die zugleich auf ihr gespanntes Verhältnis zu Otto von Bismarck hinweist, enthüllt eine, freilich zugespitzte, Bemerkung Nicolaus Sombarts, wonach „sich noch im Berlin der siebziger Jahre der Salon von Mimi Schleinitz […] und die barbarische, total unkultivierte Meerkatzenhöhle der Bismarcks feindselig gegenüber standen. Beide an der Wilhelmstraße. Dort wurde der Kultur gelebt, hier der Macht.“
Doch auch die weniger polemische Maximiliane von Oriola, die Frau von Schleinitz „eine anmutige Erscheinung mit schönen Augen“ und die „eleganteste und einflussreichste Frau in der Berliner Gesellschaft“ nannte, konnte sich „keinen größeren Kontrast denken als die gepflegte, von feinster Kultur und Kunst erfüllte Geselligkeit in den schönen Räumen des Hausministeriums und die fast spartanische Einfachheit der Bismarckschen Häuslichkeit.“

## Gegenspielerin Bismarcks

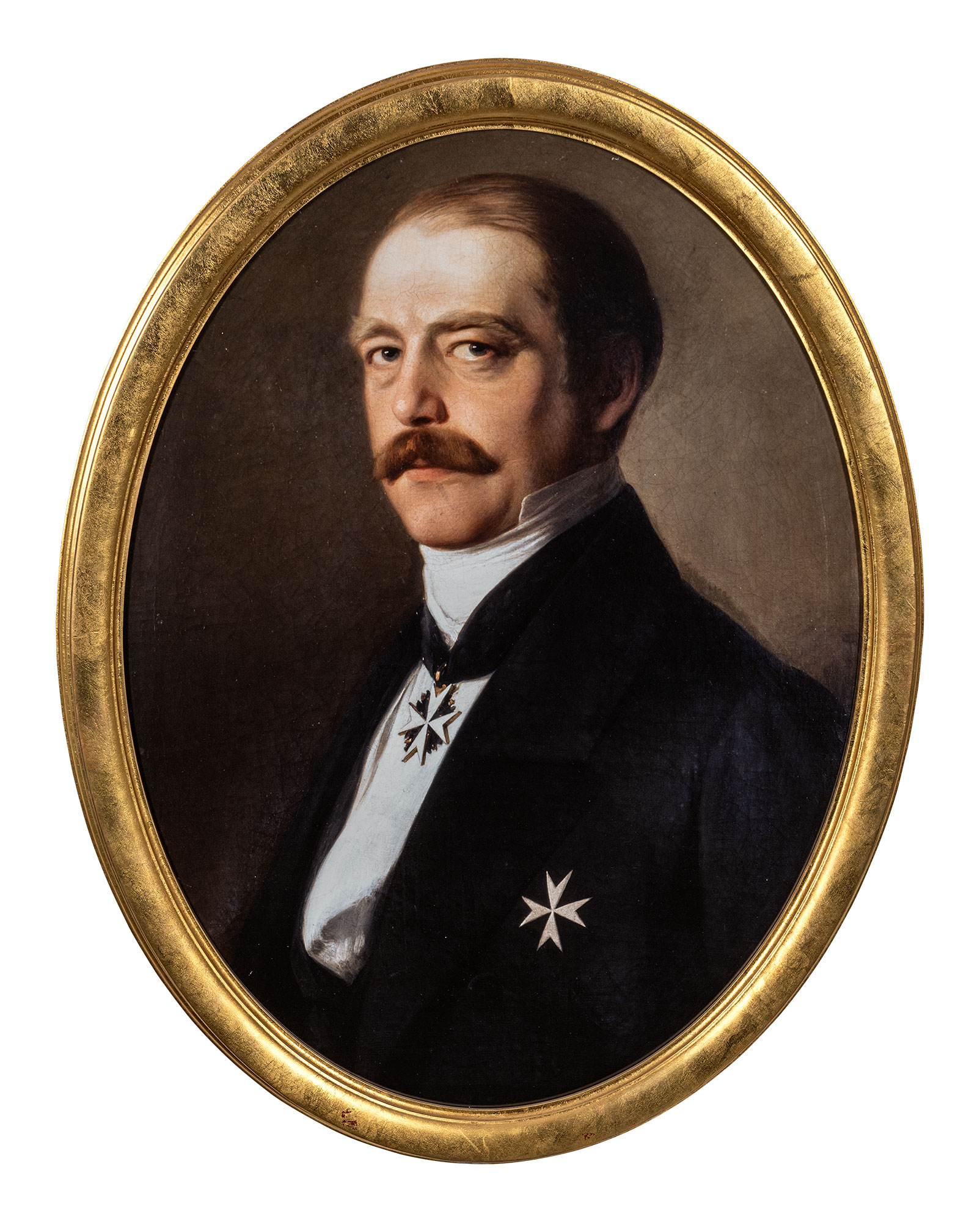
Otto von Bismarck kämpfte vergeblich gegen Mimis Einfluss an

Historische Bedeutung hat die Gegnerschaft, die Marie von Schleinitz mit dem Reichskanzler und preußischen Ministerpräsidenten Otto von Bismarck und dessen Frau Johanna verband. Schon in der Spätzeit des Verfassungskonflikts stand sie mit ihrem Mann Alexander, einem liberal gesinnten Protagonisten der Neuen Ära und Favoriten der fortschrittlichen Königin Augusta, in Opposition zum damals noch wenig beliebten Ministerpräsidenten Bismarck, der den ihm ranggleichen Schleinitz – Hausministerium und „Staatsministerium“ waren zwei voneinander unabhängige Institutionen – noch in seinen Mémoiren säuerlich den „Specialpolitiker“ der Prinzessin Augusta oder schlicht „ihren“ Minister, seine Behörde aber das „Gegenministerium der Königin“ nannte:

„Obgleich Mimi von Schleinitz sich viel mehr für Literatur und Musik als für Politik interessierte, galt ihr Salon nicht nur als kulturelles Zentrum, sondern gleichermaßen als ‚Treffpunkt der zahlreichen Bismarckfronde‘ (Siegfried von Kardorff).“

Gräfin, später Fürstin Bismarck revanchierte sich ihrerseits mit heftigen Äußerungen gegen die „greuliche, unausstehliche, affektierte Mimi“, die man im Hause Bismarck wegen ihres breiten Lächelns „Haifisch“ genannt haben soll. Dabei bemühte Mimi selbst sich um Ausgleich: 1873 gelang es ihr unter Vermittlung des Botschafters Joseph Maria von Radowitz sogar, Bismarck – allerdings ohne Damenbegleitung – zu einem Diner ins Hausministerium einzuladen, bei welchem sich der „eiserne Kanzler“ mit „Exzellenz Mimi“ blendend verstanden haben soll:

„Mimi Schleinitz hat oft versucht, in ein freundliches Verhältnis zu Bismarck zu kommen und dadurch eine Versöhnung zwischen ihm und ihrem Gatten anzubahnen. […] Aber Bismarck war, wo er einmal hasste, nicht leicht wirklich zu versöhnen. Wenige Tage später brachte ein Bismarck nahestehendes Blatt einen Artikel gegen Alexander von Schleinitz, der nicht weniger scharf war als frühere.“

An Bismarcks grundsätzlicher Abneigung gegen das Ehepaar Schleinitz änderte dieses Intermezzo also langfristig nichts. Sehr wahrscheinlich spielte diese Abneigung auch eine entscheidende Rolle bei seiner absoluten Weigerung, einer Heirat seines ältesten Sohnes Herbert mit seiner Geliebten, der Fürstin Elisabeth zu Carolath-Beuthen, im Jahr 1881 zuzustimmen: Die Fürstin war eine Tochter aus erster Ehe des Fürsten Hatzfeldt, Mimis Stiefvater; zugleich war ihre Schwester Franziska von Hatzfeldt in erster Ehe mit Mimis Onkel Paul von Nimptsch verheiratet. Zeitlebens verfolgte Bismarck das Haus Hatzfeldt-Schleinitz-Loë mit glühendem Hass und sah in diesem verwickelten genealogischen „Rattenkönig“ eine „reichsfeindliche“ Clique, der er mit staatlicher Gewalt nicht beikommen konnte. Diese Einstellung nahm während des Kulturkampfes noch an Schärfe zu, als ihn die Freundschaft des (freilich evangelischen) Ehepaars Schleinitz, gegen dessen Erhebung in den Grafenstand 1879 er sich vergeblich „erbittert“ stemmte, mit der katholikenfreundlichen Kaiserin Augusta zu wilden Spekulationen anregte. Bei Cosima Wagner findet sich 1877, auf der Höhe des Kulturkampfes, ein Tagebucheintrag, der die an Verfolgungswahn grenzende Antipathie des Reichskanzlers belegt:

„Frau v. Schl[einitz]. teilt allerlei Absonderliches von Berlin [mit]; Bismarck, welcher sie und ihren Gemahl förmlich hasst, in den Zeitungen behaupten lässt, sie verabreiche dem Kaiser die [katholische Zeitung] Reichsglocke, Bayreuth sei nur der Mantel für ihre ultramontanen Intrigen u. s. w.“

## Salonnière

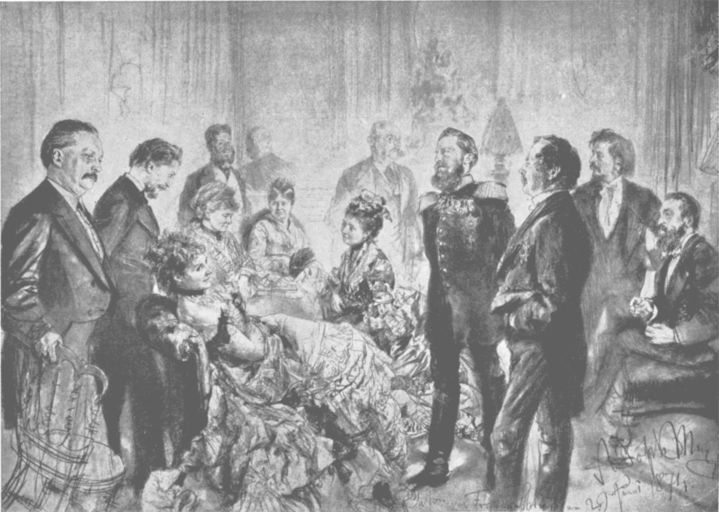
Abendgesellschaft bei Frau von Schleinitz. Zeichnung von Adolph Menzel, 1875. Vorn links Mimi, links (mit Stuhl) und rechts von ihr das Ehepaar Helmholtz, in der Mitte das Kronprinzenpaar, rechts daneben Herr von Schleinitz

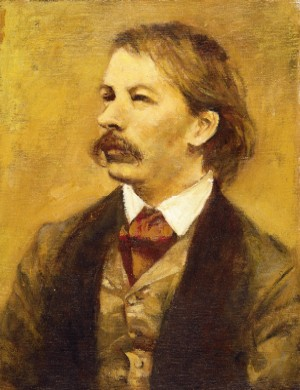
Der Pianist und Liszt-Schüler Carl Tausig: Er war Mimis Klavierlehrer und erster Präsident des Bayreuther Patronatsvereins

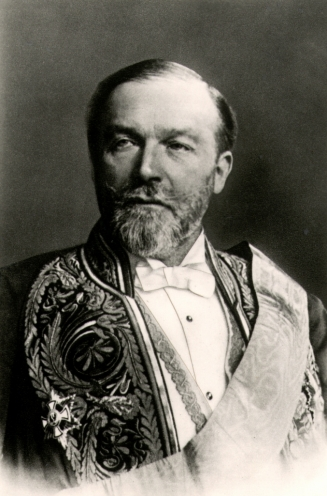
Verkehrte sowohl bei Frau von Schleinitz als auch bei Bismarcks: Philipp zu Eulenburg, der in seinen Erinnerungen ein authentisches Bild vom Ehepaar Schleinitz zeichnet

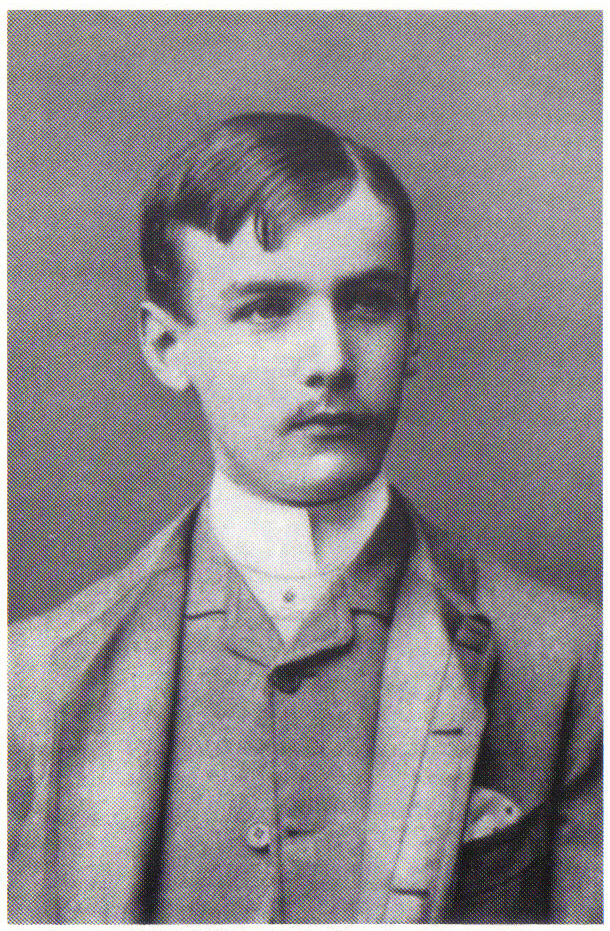
Der junge Harry Graf Kessler, der im Salon Schleinitz in Berlin und Paris seine ersten Schritte in die elegante Gesellschaft machte

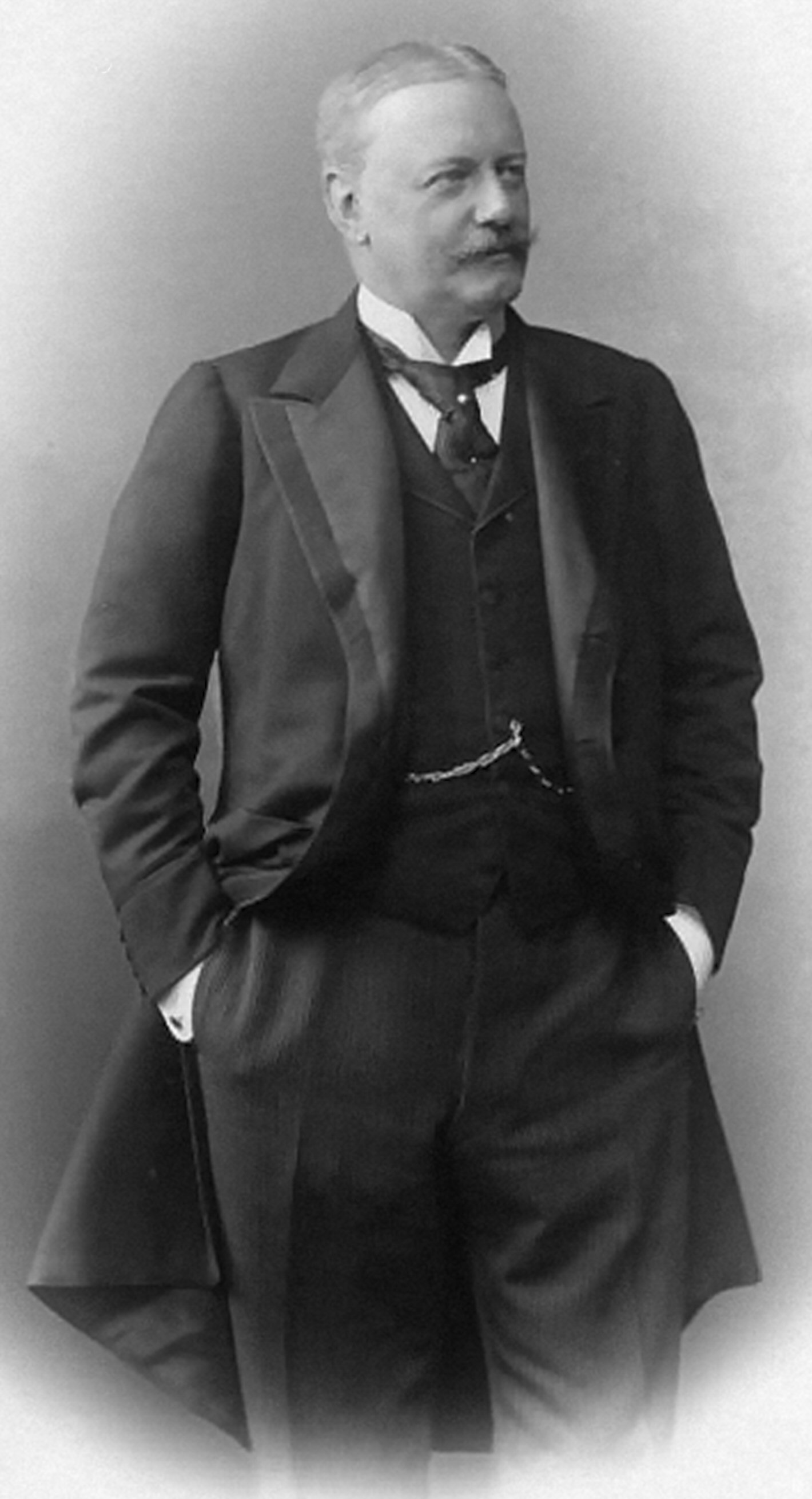
Spart in seinen Mémoiren nicht mit Spitzen gegen Mimi: Reichskanzler Bernhard von Bülow

### Soziale Struktur
Marie von Schleinitz führte seit 1865 bis zu ihrem Tode 1912 einen literarischen Salon in Berlin, mit einer längeren Unterbrechung von 1886 bis 1903. In Petersburg und Paris, wo ihr zweiter Gatte in diesem Zeitraum jeweils den Posten des österreichischen Botschafters versah, führte sie ebenfalls Salons, dort jeweils in der Residenz ihres Mannes. Ihr Berliner Salon – gelegen erst in dem Palais, das ihr erster Mann als Königlich Preußischer Hausminister in der Wilhelmstraße 73 bezogen hatte, nach 1903 im feinen Palast Hotel am Potsdamer Platz – war in Deutschland der berühmteste seiner Zeit und zog Persönlichkeiten des öffentlichen Lebens aus allen Richtungen an, besonders aber Künstler, Literaten und vor allem Musiker. Der Historiker Michael Freund schreibt:

„Bei Frau von Schleinitz trafen sich die Großen des Landes, Kaiser und Könige, Kronprinzessinnen und Kronprinz, Generale, Diplomaten und Staatsmänner; aber auch führenden Vertretern des Geisteslebens wurde Achtung bezeigt. Wer in den exklusiven Salon der Frau von Schleinitz zugelassen war, hatte das Zulassungsexamen für die höhere Gesellschaft Preußens bestanden.“

Der Salon, dessen Exklusivität freilich vor allem durch seine kulturelle und intellektuelle Güte begründet war, galt schnell als Zentrum des zweiten Berliner Rokoko und orientierte sich in Stil und Habitus stark an zeitgenössischen französischen Vorbildern wie dem Pariser Salon der Pauline von Metternich, vor allem aber an den Salons, die Dorothea von Kurland und Luise Radziwill im Berlin Friedrich Wilhelms III. geführt hatten. Die Stimmung im Hause Schleinitz umschreibt Lilli Lehmann:

„Graf und Gräfin Schleinitz gaben in ihrer Privatwohnung ebenso gemütliche Tees wie in Berlin im Hausministerium, wo man in eleganter Behaglichkeit, von auserlesenen Menschen umgeben, sich stets wohl befand.“

Obwohl selbst Aristokratin, zog Mimi früh bewusst Bürgerliche in ihren Kreis und erschloss ihnen die vormals exklusive Hofgesellschaft, zu der sie selbst als Gattin des Hausministers wie selbstverständlich Zugang hatte. Umgekehrt machte sie die Welt der Künstler für die tonangebenden Zirkel der Hauptstadt interessant und konnte viele Standesgenossen für ihren Favoriten Richard Wagner begeistern, dem ihr Salon selbstverständlich ein erstrangiges gesellschaftliches Forum bot. Indem sie versuchte, „eine Bresche in die Exklusivität der Berliner Hofgesellschaft zu schlagen“, nahm sie eine ausgezeichnete Vorreiterrolle ein, wie auch der durchaus konservative Fedor von Zobeltitz feststellte:

„In der scharf bureaukratischen Luft der Hauptstadt hielt man bis zum französischen Feldzuge noch strenger als heute auf Absonderung der Kasten und auf standesgemäße Gliederung. Der Schleinitzsche Salon war eigentlich der erste, der mit seiner gesellschaftlichen Zusammensetzung eine Bresche in die Vorurteile legte, die gerade von einer bestimmten Partei des Hofadels […] mit großer Zähigkeit gepflegt wurden.“

### Kulturelles Profil

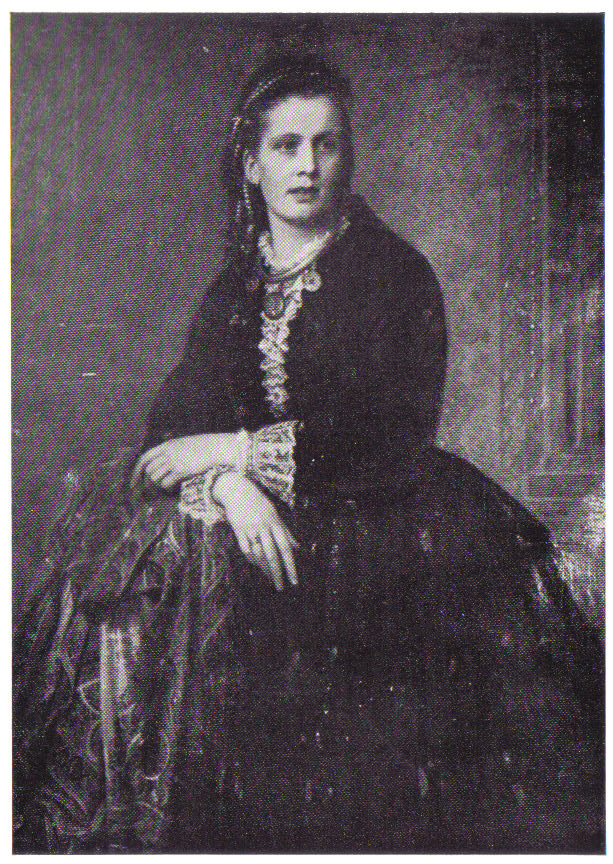
Baronin Spitzemberg, Mimis große Konkurrentin in der Berliner Salongesellschaft. Gemälde von Wilhelm von Kaulbach, 1869

In einem Artikel für die Illustrirte Frauen-Zeitung aus dem Jahr 1875 rückte der Maler und Schriftsteller Ludwig Pietsch den Salon Schleinitz „in die Tradition der aristokratischen französischen Salons des 17. und 18. Jahrhunderts“ und beschrieb die „Wilhelmstraße zwischen den Linden und der Leipziger Straße, wo sich das Hausministerium befand, als eine Art ‚Faubourg Saint-Germain‘“. Der Vergleich mit den Stadtpalästen im Pariser Luxusviertel bezog sich auch auf das Interieur, denn die Gastgeberin hatte auch eine „Passion für die brillante, harmonische Innenausstattung von Räumen“ entwickelt:

„Frau von Schleinitz beherrschte die schwierige oder zumindest selten geübte Kunst, bei der Einrichtung ihres Salons Eleganz, Atmosphäre und praktische Aspekte gleichermaßen zu berücksichtigen. Es gab Anklänge an die Wohnkultur des 18. Jahrhunderts: Himbeerfarbener Damast war vorherrschend, ein erlesenes Teeservice und kostbare Blumenarragmenets setzten vornehme Akzente. Das Ambiente und die Geselligkeit waren eng verknüpft.“

Inhaltlich bildeten „Musik und Kunst […] Schwerpunkte des Salons Schleinitz“, vor allem die Musik: „Während berühmte Musiker und Sänger oder auch talentierte Laien im Salon Schleinitz musizierten, bildeten Wissenschaftler und Literaten das Publikum.“ Hier traten viele große Musiker ihrer Zeit auf, so der Dirigent Hans von Bülow, der Geiger Joseph Joachim und die Pianisten Anton Rubinstein und Carl Tausig. Aber auch Graf Eulenburg, Amateurkomponist und Intimus des letzten Deutschen Kaisers, trug von ihm gedichtete Balladen im Hause Schleinitz vor. Bei ihrer enthusiastischen Wagnerverehrung war es selbstverständlich, dass Mimi ihren Salon voll in den Dienst der Werbung für den „Meister“ stellte, ja ihn zu einem „gesellschaftlichen Mittelpunkt des Wagnertums“ machte und „in ungezählten Matineen und Soireen um ideelle und materielle Unterstützung des Bayreuther Werkes“ warb, was nicht bei allen ihren Gästen auf Gegenliebe stieß. Im Jahr 1873 notierte die Baronin Spitzemberg in ihr Tagebuch:

„Freitag abend sollten wir zu Frau von Schleinitz, wo Richard Wagner den Text zu seinen ‚Nibelungen‘ vorlesen soll. Carl [von Spitzemberg] hatte aber wenig Lust dazu, und obendrein fürchteten wir, die Sache möchte mit einer Geldsammlung für Bayreuth enden, wozu wir keineswegs geneigt wären.“

Auf den Soiréen der Gräfin Schleinitz bildeten, neben der musikalischen Unterhaltung, philosophische und spiritualistische Reflexionen, meist aus dem Umkreis des zeitgenössischen Pessimismus, aber nie ohne idealistischen Einschlag, den Grundbestand der Konversation, die die „impulsive“ Gastgeberin, die „aus einem Guss“ wirkte, nicht nur inspirierte, sondern meistens auch engagiert in die Hand nahm und selbstbewusst lenkte. Dazu wieder ihre Freundin Anna von Helmholtz:

„Graf und Gräfin Wolkenstein […] führen ihr Leben in Paris genau wie hier [in Berlin] oder in Bayreuth oder in Ivano mit Goethe und Schopenhauer als steten Gefährten, mit rotem Damast als Hintergrund und etlichen bevorzugten Menschen, die sie täglich sehen; das Conventionelle geht neben her, nimmt aber wenig Zeit weg.“

Nach dem Zeugnis des amerikanischen Diplomaten Andrew Dickson White, der Mimis Salon sowohl in Berlin als auch in St. Petersburg besuchte, hörte man dort „the best talk by the most interesting men“. Ein Kuriosum war im Jahre 1880 die Ausstellung mehrerer Bilder Franz von Lenbachs, wodurch das Konterfei ihres Intimfeindes Bismarck gleich mehrfach im Hause Schleinitz auftauchte.

### Wirkung
Mimi von Schleinitz, eine der letzten „großen Damen“, war unter ihren Zeitgenossen ungewöhnlich beliebt und scharte bis ins hohe Alter eine Vielzahl von Bewunderern um sich. Hans von Bülow bemerkte einmal, er habe an Bismarck nur dies eine auszusetzen, „dass er Frau von Schleinitz nicht leiden möge“, und der französische Schriftsteller Pierre de Lano resümiert die Stimmung in der Berliner Gesellschaft, nachdem die Gräfin 1886 ihrem neuen Gatten nach Sankt Petersburg gefolgt war:

« La comtesse de Schleinitz a été très regrettée, car elle est femme d'esprit et possède un grand talent musical; car elle aimait à réunir des gens intelligents autour d'elle, à faire échange de pensées avec les hommes en vue, à discuter même les événements et à tirer, de leur marche bonne ou mauvaise, quelque philosophie. »

„Die Gräfin Schleinitz wurde sehr vermisst, denn sie ist eine Frau von Geist und besitzt ein großes musikalisches Talent. Sie liebt es, intelligente Leute um sich zu versammeln, mit den großen Männern Gedanken auszutauschen, die Geschehnisse zu erörtern und aus ihrem, guten oder schlechten, Ausgang eine Art Philosophie abzuleiten.“

Gleichwohl fehlen nicht kritische Stimmen, die der „eleganten und klugen Gräfin“ Affektiertheit, „Exaltiertheit“ – die Baronin Spitzemberg etwa nannte sie „geziert“ und „schreiig“ – und ein allzu forciertes Abgehobensein von der praktischen Seite des Lebens vorwarfen. Bernhard von Bülow, der ihr als Bismarck-Zögling reserviert gegenüberstand und in einem Brief an Herbert von Bismarck behauptete, Mimi würde ihn „in the bottom of her soul“ hassen, beschreibt sie so:

„Neben großen Eigenschaften besaß Mimi Schleinitz auch große Fehler. Sie war manieriert in Haltung, Mienenspiel, Sprache, in der ganzen Art, sich zu geben, oft auch in ihren Gedankengängen. Die ‚Précieuses ridicules‘ von Molière würden sie als Schwester begrüßt haben. Sie war sehr eitel, in einer Weise, die bisweilen den Spott herausforderte.“

In karitativen oder frauenpolitischen Belangen, damals das Hauptbetätigungsfeld vieler Aristokratinnen, hat sie sich nie engagiert. Dennoch bleibt ihr das Verdienst, im jungen Berlin der Gründerzeit und der Belle Époque mit ihrem Salon, dieser „Nahtstelle zwischen dem Hof und der Gesellschaft unter Wilhelm I.“ und „Mittelpunkt der Berliner Wagnergemeinde“, eine kultivierte, feinsinnige Geselligkeit entfaltet und jahrzehntelang bewahrt zu haben, wie sie zuletzt wohl zur Zeit Rahel Varnhagens bestanden hatte, mit der sie, obgleich gänzlich anders sozialisiert, einige Ähnlichkeit aufweist und daher wohl nicht zu Unrecht gelegentlich verglichen wird.
Harry Graf Kessler, der große Chronist der high society Alteuropas vor ihrem Untergang, meinte in Mimis „geistreichen, etwas preziösen Bemerkungen und romantischen Einfällen“ noch „den Duft Bettinas und Rahels“ zu verspüren, und später, nach der großen Katastrophe des Ersten Weltkrieges, erschien sie ihm, der in den 1890er Jahren als junger Literat und „homme du monde“ in ihrem Pariser Salon verkehrt hatte, „wie eine letzte, etwas künstlich konservierte Blüte aus dem Zaubergarten meiner Kindheit“:

„Kaum schön, aber einen sicheren Bestand mädchenhafter Jugendlichkeit klug pflegend, erschien sie abends in einer Wolke von Spitzen und Tüll bei gedämpftem Licht in den Prunksälen ihrer Botschaft und begann mit den gerade Anwesenden fast ohne Übergang eine Konversation, die wie ein Kapitel aus den Wahlverwandtschaften […] So gab sie jedem etwa auf, einen Edelstein zu nennen […] und dann einen oder eine Anwesende, deren Wesen dem dieses Edelsteins entspreche. Junge Attaches gerieten in Verlegenheit, Freundinnen wurden süß-sauer oder giftig. Sie aber saß dem Gerichtshof vor wie eine Turnierkönigin.“

Kessler bezeichnete sie „als Sinnbild der von «Blut und Eisen», von Schwerindustrie und Militär verdrängten Goethezeit,“ […]
Das „friedlich vornehme Haus, wo philosophiert, musiziert […] und gelacht wurde, wo niemand sich zu langweilen fürchten musste“, war eine der letzten Stätten echter, warmer und menschlicher Kultur in der „Welt von gestern“ vor 1914, „ein wahres Kunstwerk […] von Arrangement und Farbenwirkung, dabei so brauchbar und behaglich“, wie Anna von Helmholtz fand; seine Gastgeberin Mimi Schleinitz aber „eine Lebenskünstlerin, die versuchte, auch aus dem Alltagsleben ein „Kunstwerk“ zu gestalten – in gewisser Analogie zu Rahel.“

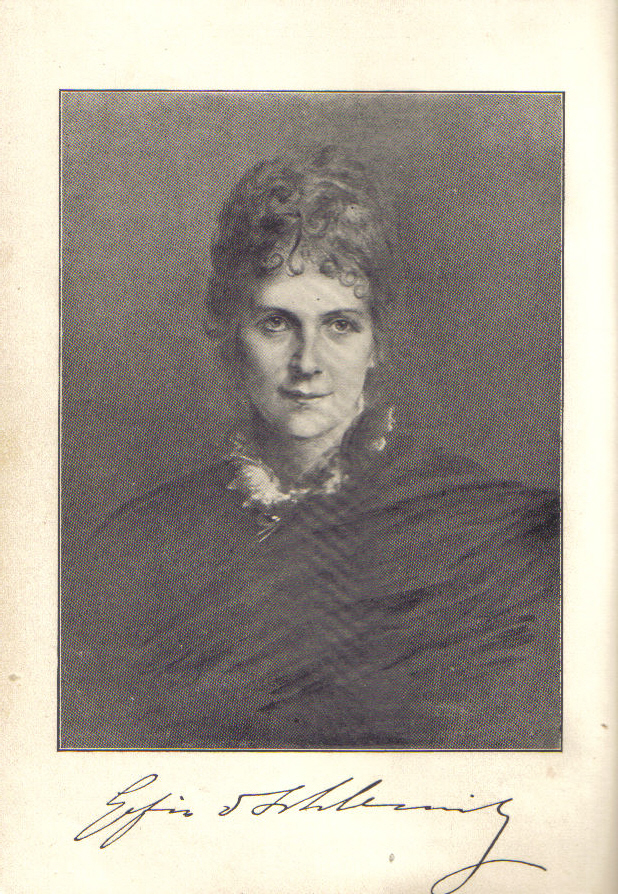
Gräfin Schleinitz. Porträt von Lenbach, ohne Datum

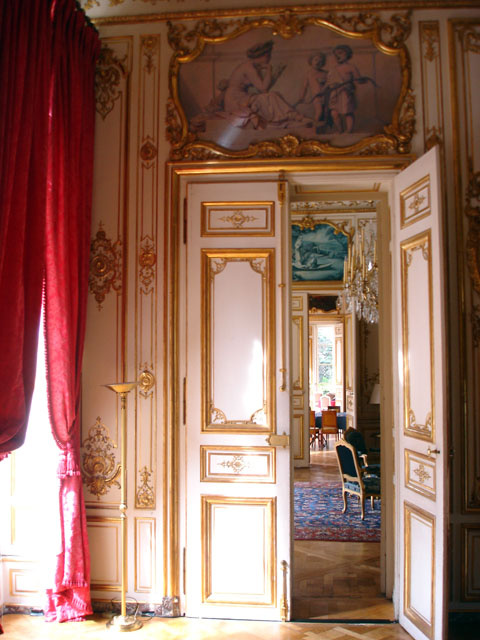
Salon des Hôtel Matignon in Paris, wo Graf und Gräfin Wolkenstein von 1894 bis 1903 residierten

Noch zu Lebzeiten charakterisierte Graf Paul Vasili (i. e. Catherine Radziwill), „der“ häufig in ihrem Salon verkehrte – es handelte sich eher nicht um Auguste Gérard, dem früheren französischen Vorleser und Vertrauten der Kaiserin Augusta –, die Gräfin folgendermaßen:

« Elle n'a ni préventions ni préjugés étroits d'aucune sorte. Avec cela, femme du monde accomplie, nullement bas- bleu, sachant dissimuler son savoir, jeter un voile discret sur ses qualités, bienveillante par nature, et aussi trop occupée pour avoir le temps de médire ou de soupçonner. »

„Sie hat keinerlei Vorbehalte noch besondere Vorurteile. Vollkommen Frau von Welt, überhaupt nicht blaustrümpfig, weiß sie ihr Wissen zu verbergen und einen Schleier über ihre Fähigkeiten zu werfen, ist wohlwollend von Natur und überhaupt viel zu beschäftigt für Verleumdungen und Verdächtigungen.“

Die Atmosphäre, die Gräfin Mimi Wolkenstein in der österreichischen Botschaft in Paris, im Gebäude des Hôtel Matignon, dem heutigen Amtssitz des französischen Premierministers, entfaltete, hat Anna von Helmholtz, eine typische Vertreterin bürgerlicher deutscher Intellektualität, anschaulich beschrieben:

„Ich wandere über eine rote Marmortreppe, in deren Windung eine große hohe, sage blühende Palme steht, hinauf zu den lieben Wirten – und komme mir vor, wie zu Gast bei Friedrich dem Großen. In diesen Gemächern ist bis dato noch kein Erzherzog gewesen, nur Knesebecks, Cosima, die Fürstin Hatzfeld und ich.“

## Bekannte Habitués
| - Kaiser Wilhelm I. - Kaiserin Augusta - Kaiser Wilhelm II. - Heinrich von Angeli - Désirée Artot - Prinz Max von Baden - Reinhold Begas - Franz Betz - Gustav Friedrich von Beyer - Otto von Bismarck - Arnold Böcklin - Marianne Brandt - Lothar Bucher - Bernhard von Bülow - Daniela von Bülow - Hans von Bülow - Marie von Bunsen - Ernst Dohm - Eleonora Duse - Karl Anton Eckert - Philipp zu Eulenburg | - Arthur de Gobineau - Ferdinand Graf von Harrach - Victor Hehn - Anna von Helmholtz - Hermann von Helmholtz - Hermann Fürst zu Hohenlohe-Langenburg - Bogdan Graf von Hutten-Czapski - Joseph Joachim - Harry Graf Kessler - Robert von Keudell - Hermann Graf Keyserling - Karl Klindworth - Ludwig Knaus - Botho von dem Knesebeck - Lilli Lehmann - Franz von Lenbach - Karl Max Fürst von Lichnowsky - Franz Liszt | - Walter von Loë - Leopold von Loën - Adolf von Menzel - Ottmar von Mohl - Robert von Mohl - Helmuth Graf von Moltke - Kuno Graf von Moltke - Theodor Mommsen - Georg Fürst Münster zu Derneburg - Albert Niemann - Helene von Nostitz - Hedwig von Olfers - Luise Gräfin von Oriola - Maximiliane Gräfin von Oriola - Ludwig Pietsch - Joseph Maria von Radowitz - Leopold von Ranke - August Reichensperger - Gustav Richter - Raoul Richter | - Anton Rubinstein - Odo Russell - Thassilo von Scheffer - Wilhelm Scholz - Hildegard von Spitzemberg - Otto von Taube - Carl Tausig - Guido von Usedom - Cosima Wagner - Richard Wagner - Johanna Wagner-Jachmann - Carl Friedrich Weitzmann - Anton von Werner - Adolf von Wilbrandt - Anton von Wolkenstein-Trostburg - Hans von Wolzogen |

#### Familie von Schleinitz
- Otto Freiherr von Schleinitz (Hrsg.): Aus den Papieren der Familie v. Schleinitz. Mit einer Vorbemerkung von Fedor von Zobeltitz. Berlin 1904.

#### Familie Wagner
- Cosima Wagner: Die Tagebücher. 2 Bände, München 1976 f.
- Richard Wagner: Schriften und Dichtungen. 16 Bände. Fritzsch, Leipzig 1911.
- Richard-Wagner-Stiftung Bayreuth (Hrsg.): Richard Wagner: Sämtliche Briefe. 13 Bände. Leipzig 2000–2003.

#### Sonstige
- Otto von Bismarck: Gedanken und Erinnerungen. Hrsg. v. Ernst Friedlaender, Stuttgart 1959.
- Bernhard von Bülow: Denkwürdigkeiten. 4 Bände, Berlin 1930 f.
- Hans von Bülow: Briefe und Schriften. 8 Bände, Hrsg. v. Marie von Bülow, Leipzig 1895–1911.
- Marie von Bunsen: Zeitgenossen, die ich erlebte. Leipzig 1932.
- Philipp zu Eulenburg: Aus fünfzig Jahren. Paetel, Berlin 1923, S. 58 f.
- Anna von Helmholtz: Anna von Helmholtz. Ein Lebensbild in Briefen. Hrsg. v. Ellen von Helmholtz-Siemens, 2 Bände, Berlin 1929.
- Harry Graf Kessler: Gesichter und Zeiten (= Gesammelte Schriften. Band 1). Frankfurt am Main 1988.
- Lilli Lehmann: Mein Weg. Band 1, Leipzig 1913.
- Maximiliane von Oriola: Maxe von Arnim, Tochter Bettinas, Gräfin Oriola, 1818–1894. Ein Lebens- und Zeitbild aus alten Quellen geschöpft. Hrsg. v. Johannes Werner, Leipzig 1937.
- Hildegard von Spitzemberg: Tagebuch. Hrsg. v. Rudolf Vierhaus, Göttingen 1960.
- Fedor von Zobeltitz: Chronik der Gesellschaft unter dem letzten Kaiserreich. 2 Bde., Hamburg 1922.

### Sekundärliteratur
- Hans-Joachim Bauer: Schleinitz, Marie Gräfin von. In: Richard-Wagner-Lexikon. Bergisch Gladbach 1988, S. 437.
- Carl Friedrich Glasenapp: Das Leben Richard Wagners. 6 Bände, Leipzig 1905–1912.
- Martin Gregor-Dellin: Richard Wagner. Sein Leben – sein Werk – sein Jahrhundert. München 1980.
- La Mara (i. e. Marie Lipsius): Marie Gräfin Schleinitz, jetzt Gräfin Wolkenstein – Marie Gräfin Dönhoff, jetzt Fürstin Bülow. In: Liszt und die Frauen. Leipzig 1911, S. 259–272.
- David C. Large: The Political Background of the Foundation of the Bayreuth Festival, 1876: In: Central European History. Band 11. Nr. 2 (=Juni), 1978, S. 162–172.
- George R. Marek: Cosima Wagner. Ein Leben für ein Genie. 3. Auflage. Hestia, Bayreuth 1983.
- Richard Du Moulin-Eckart: Cosima Wagner. Ein Lebens- und Charakterbild. Berlin 1929.
- Kurt von Reibnitz: Gräfin Schleinitz-Wolkenstein. In: Die große Dame. Von Rahel bis Kathinka. Dresden 1931, S. 138 f.
- Winfried Schüler: Der Bayreuther Kreis von seiner Entstehung bis zum Ausgang der wilhelminischen Ära. Wagnerkult und Kulturreform im Geiste völkischer Weltanschauung. Aschendorff, Münster 1971 (zugleich Dissertation, Münster 1969).
- Petra Wilhelmy: Der Berliner Salon im 19. Jahrhundert. Walter de Gruyter, Berlin u. a. 1989, S. 274–81, 345–48, 531–533, 820–29.
- Hans von Wolzogen: Nachruf auf Marie Gräfin von Wolkenstein-Trostburg. In: Bayreuther Blätter. 1912, S. 169–72.